# Яблоновський Олександр Олександрович
Олекса́ндр Олекса́ндрович Яблоно́вський (рос. Александр Александрович Яблоновский; справжнє прізвище — Снадзський; нар. 3(15) листопада 1870, село Кетрисанівка Єлисаветградського повіту Херсонської губернії, нині Бобринецького району Кіровоградської області — пом. 3 липня 1934, Париж) — російський письменник і журналіст.

## Біографія
Закінчив Одеську гімназію, юридичний факультет Петербурзького університету. Працював помічником присяжного повіреного. 1894 року дебютував оповіданням «Мізинок» (рос. «Последыш») в журналі «Русское богатство». Співпрацював у журналах «Сын Отечества» і «Мир Божий», де 1901 року опублікував оповідання «Гімназисти», яке мало значний резонанс. У 1903–1905 роках вів у журналі «Образование» сатиричний фейлетон «Рідні картини». Потім був політичним фейлетоністом газети «Киевская мысль». 1916 року перейшов у «Русское слово».
У Громадянську війну перебував на Півдні Росії, при евакуації Добровольчої армії був вивезений до Єгипту. Автор книги «В гостях у англійського короля» про трагедію російської еміграції. Переїхавши в Париж, співпрацював у виданнях «Общее дело», «Возрождение», друкувався в берлінському «Руле». Голова Союзу російських письменників і журналістів у Парижі.
Автор книг «Діти вулиці», «Гімназичні роки», «Оповідання» (у двох томах), «Філька» (дитяча повість).